# Synthetic Happiness
Synthetic Happiness je prvi EP slovenske elektronske skupine Futurski. Izšel je 22. septembra 2017 v samozaložbi.
Naslov albuma je skupina pojasnila na svoji Bandcamp strani: »Naravna sreča je tisto, kar občutimo, ko se nam izpolnijo želje. Sintetična sreča [synthetic happiness] pa je tisto, kar občutimo, ko ne dobimo tistega, kar smo si zares želeli.« Poved je citat ameriškega psihologa Daniela Gilberta iz njegove uspešnice Spotikanja o sreči (ang. Stumbling on Happiness) iz leta 2006.

## Kritični odziv
Na Radiu Študent je bil EP uvrščen na 23. mesto najboljših slovenskih albumov leta.

### Priznanja
| objava        | uvrstitev | seznam                      |
| ------------- | --------- | --------------------------- |
| Radio Študent | 23.       | Naj domača tolpa bumov 2017 |

## Seznam pesmi
Vse pesmi je napisala skupina Futurski.
| Št. | Naslov                      | Dolžina |
| --- | --------------------------- | ------- |
| 1.  | „Decisions‟                 | 3:29    |
| 2.  | „Pressure of Your Pressure‟ | 3:46    |
| 3.  | „Ivone‟                     | 5:28    |
| 4.  | „Can't Control It‟          | 5:23    |

## Zasedba
Futurski
- Jan Vihar — vokal, perkusija
- Žiga Petkovšek — vokal, kitara, sintesajzer
- Evita Drvarič — sintesajzer
- Dominika Maša Kozar — sintesajzer

Tehnično osebje
- Simon Penšek — produkcija
- Andi Koglot — produkcija
- Igor Vuk — mastering
- Hanna Juta Kozar — oblikovanje